# ووتر كلايس
ووتر كلايس هو لاعب كرة الريشة بلجيكي، ولد في 28 أكتوبر 1975 في لوفان في بلجيكا.

## وصلات خارجية
- ووتر كلايس على موقع BWF.tournamentsoftware.com (الإنجليزية)
- ووتر كلايس على موقع BWFbadminton.com (الإنجليزية)